# Flataloides metobliqua
Flataloides metobliqua är en insektsart som beskrevs av O'brien 1987. Flataloides metobliqua ingår i släktet Flataloides och familjen Flatidae. Inga underarter finns listade i Catalogue of Life.